# Thrillville
Thrillville est un jeu de gestion disponible depuis 2006 sur PlayStation 2, Windows, Xbox et PSP, développé par Frontier Developments et édité par LucasArts. Thrillville: Le Parc en Folie est sorti en 2007 sur PlayStation 2, Wii, Nintendo DS, PlayStation Portable, Windows et Xbox 360.

## Système de jeu
Ce jeu qui s'oriente vers le grand public propose de concevoir un parc d'attractions dans l'un des quinze environnements proposés. Le joueur incarne un directeur et peut se déplacer dans le parc pour demander aux différents visiteurs ce qu'ils en pensent. Ils pourront alors lui dire ce qu'il manque, par exemple des vendeurs dans une boutique, des toilettes, etc. Le joueur a le choix entre une centaine d'attractions différentes. Il devra s'occuper du personnel, qui lui aussi, a son importance. 
La construction des attractions et des infrastructures est très simple. Dès que le joueur souhaite construire quelque chose, le jeu passe en vue arrière, facilitant grandement l'organisation. Comme dans la série des RollerCoaster Tycoon, il est possible de concevoir ses propres attractions. Frontier mise beaucoup sur les mini-jeux. Il contient en effet toute une variété de petites épreuves (jouables en solo et en multijoueur) qui vont de la course de voitures (avec des circuits que l'on peut concevoir soit même) au FPS en passant par le shoot'em up et le mini-golf.

## Accueil
- Jeuxvideo.com : 14/20[1]